# Aequale
Als Aequale (auch Equale oder Equal), von lat. aequalis = gleich, wird eine Komposition für mehrere gleiche Instrumente, zumeist Posaunen, bezeichnet. Dabei handelt es sich um eine Lokaltradition der Gegend um die österreichische Stadt Linz, die dort zurück bis in die erste Hälfte des 18. Jahrhunderts nachweisbar ist. Die kurzen, choralartigen und feierlich-ernsten Stücke entstanden zu Beerdigungen oder zum Totengedenken an Allerseelen.
Die bekanntesten Aequale-Komponisten sind Ludwig van Beethoven (3 Equale für 4 Posaunen WoO 30, 1812) und Anton Bruckner (2 Aequale für 3 Posaunen, WAB 114 und 149, jeweils in c-Moll, 1847). Während die Stücke Beethovens für den Linzer Domkapellmeister Franz Xaver Glöggl entstanden (auf den auch der Begriff „Aequale“ für diesen Werktypus zurückgehen dürfte), schrieb Bruckner seine beiden Kompositionen vermutlich anlässlich der Beerdigung seiner Großtante Rosalia Mayrhofer. Dabei waren ihm eventuell die wohl ebenfalls aus den 1840er-Jahren stammenden 6 Aequale für 3 und 4 Posaunen des Linzer Kirchenmusikers Wenzel Lambel (1788–1861) bekannt.
Der Begriff Aequal wird auch orgelspezifisch gebraucht und bedeutet hier die den Tonumfang der menschlichen Stimme umfassende 8-Fuß-Lage.